# Цыси
Цыси́, Цы Си (кит. 慈禧, пиньинь Cíxǐ; 29 ноября 1835 — 15 ноября 1908, Пекин) — вдовствующая Великая императрица цинского Китая, с 1861 по 1908 сосредоточившая в своих руках верховную власть. Наложница императора Ичжу (правил под девизом «Сяньфэн»), потом вторая жена (после рождения Цзайчуня — наследника престола).
Регентша в 1861—1873 гг. (при малолетнем сыне Цзайчуне) и в 1875—1889 гг. (при малолетнем племяннике и приёмном сыне, императоре Цзайтяне). С 1898 г., в результате государственного переворота, вновь сосредоточила всю власть в своих руках.

## Биография
Цыси (по-маньчжурски Ниласы) родилась в ноябре 1835 г. в семье маньчжурского мандарина. Согласно популярной легенде родилась 29 ноября и при рождении получила прозвище либо Сяодэ Ланьхуа (кит. трад. 小的兰花, упр. 小的蘭花, пиньинь Xiǎode Lanhuà — (маленькая орхидея) либо Юй Ланьхуа (кит. трад. 玉蘭花 , упр. 玉兰花, пиньинь Yú Lanhuà — магнолия, в дословном переводе нефритовая орхидея). Девочку родила молодая щупленькая женщина по имени Тун Цзя (её звали госпожа Хой). На восьмом году жизни, 7 октября 1843 г., Цыси вместе со своей семьёй покинула Пекин.
После возведения императора на престол по всей империи началась кампания по подбору кандидаток ему в наложницы. Родители девочек-подростков маньчжурских родов, занимающих определённое положение в обществе, законом обязывались регистрировать своих дочерей при достижении половой зрелости. Раздельное воспитание мальчиков и девочек служило преградой на пути каких-либо романтических связей, а угроза сурового наказания для родителей, кто посватает свою дочь без того, чтобы от неё сначала отказался император, удерживала этих родителей от любых предварительных соглашений по поводу замужества. 14 июня 1852 г., пройдя конкурс наложниц при дворе императора, правившего под девизом «Сяньфэн», Цыси вошла во дворец правителей Китая, «Запретный город» в Пекине, оказавшись в пятом, низшем ранге наложниц — Драгоценные люди (гуйжэнь).
При дворе Цыси называли по её клановому имени Ехэнара. в 1854 г. она получила звание наложницы четвёртого класса (бинь), а в 1856 г. третьего класса (фэй). Будучи от природы сообразительной, она подружилась с императрицей Цыань, которая была младше неё на год, но не смогла родить императору наследника. По некоторым источникам, она спасла жизнь императрицы, распознав в её бокале яд. Когда император решил, что ему нужен наследник, он предложил императрице выбрать для этого наложницу, и Цыань выбрала Цыси. Таким образом, девушка перешла в ранг Драгоценных наложниц (второй, следующий за императрицей).
В 1856 году Цыси родила мальчика, наречённого Цзайчунь. Многие историки считают, что на самом деле ребёнок был рождён молодой служанкой Чуин, убитой сразу после родов. Статус матери наследника престола усилил влияние Цыси при дворе. Постепенно император передавал ей всё больше и больше полномочий, благодаря чему она стала фактически правительницей Китая.
В августе 1861 г. тяжелобольной император перед своей кончиной собрал восьмерых высших сановников, в том числе Сушуня и князей первой степени Цзайюаня и Дуаньхуа. В их присутствии император назначил своего пятилетнего сына Цзайчуня наследником трона. Однако сановникам удалось добиться ограничения власти Цыси: угасающий правитель согласился обнародовать два указа. Один — о назначении их членами Регентского Совета после его смерти, и другой, запрещавший Цыси контролировать действия сына как наследника трона. Сушунь пытался вообще избавиться от Цыси и уговаривал императора принудить её к самоубийству: чтобы она «на том свете прислуживала духу покойного правителя». Но, чтобы указы имели законную силу, на них должна была стоять великая императорская печать, которая оказалась в руках Цыси. Владея печатью, она могла вступить в торг с заговорщиками. О том, как Цыси удалось обмануть Сушуня, существует много версий. Князь Гун, опасаясь потерять власть при дворце в случае победы заговорщиков, был на стороне Цыси и помогал ей.
Император Ичжу, правивший под девизом «Сяньфэн», умер в 1861 году. Первый обнародованный указ объявлял Цзайчуня, сына императора Сяньфэна, наследником трона под девизом «Тунчжи» (Совместное правление). Второй указ даровал звания «вдовствующей императрицы» Цыси и Цыань. Регентшами по праву стали вдовствующая императрица Цыань и Цыси. Сушуня казнили в Пекине на Западном Рынке, куда его доставили в открытой повозке. Цзайюаню и Дуаньхуа была «дарована» казнь через самоубийство.
Политическая власть в равной степени принадлежала обеим женщинам, однако статус Цыань был все равно выше, и она занималась молодым императором, который больше прислушивался к ней, чем к своей матери. 8 апреля 1881 г. Цыань скончалась от пищевого отравления. Смерть регентши недоброжелатели приписывали Цыси, поскольку стало известно, что за несколько часов до смерти она послала Цыань лепёшки из отварного риса. Причиной убийства мог послужить якобы случай, когда Цыань, неожиданно войдя в покои Цыси, обнаружила новорождённого ребёнка (при том что Цыси несколько месяцев не появлялась на людях из-за неведомой болезни).
После смерти Цыань вдовствующая императрица Цыси стала единоличной правительницей-регентом.
Регентство Цыси должно было продолжаться вплоть до 17-летия наследника, которого при рождении назвали Цзайчунь. Наследник вел распутный образ жизни, питал страсть к сексуальным оргиям. Когда он достиг совершеннолетия, Цыси издает декрет, в котором сообщает, что её регентство окончено и она передаёт власть наследнику. Однако в декабре 1874 года Цзайчунь, правивший под девизом «Тунчжи», опубликовал обращение: «Мне повезло в этом месяце заразиться оспой». Согласно распространённому тогда поверью, человек, переболевший оспой, отмечен богами. Ослабленный венерическими заболеваниями организм наследника не был способен долго сопротивляться болезни, и менее чем через две недели наследник умер.

## Император Гуансюй
Цыси настояла на том, чтобы выбор пал на 4-летнего Цзайтяня, сына князя Чуня и Ваньчжэнь — родной сестры Цыси. Таким образом она скрепляла свой род с императорским. 25 февраля 1875 Цзайтянь был объявлен императором под именем Гуансюй, девиз правления — (Славная преемственность).
В 1886 г. императору исполнилось 19 лет. Цыси объявила, что теперь Гуансюй свободен от политической опеки и удалилась в свой Летний императорский дворец. Однако она продолжала зорко следить за дворцовыми делами, требовала, чтобы обо всём ей докладывали верные слуги, контролировала действия императора. Ни один документ не мог быть утверждён без её согласия.
В марте 1889 г. Цыси самолично выбрала супругу для императора. Ею стала молодая Лунь-Юй, дочь генерала Гуй Сяня, родного брата регентши. Тем самым ещё больше усилилось влияние её клана при дворце.
Сближение императора с передовым реформатором Кан Ювэем насторожило Цыси, однако она не ожидала серьёзных последствий для себя, уверенная, что дворец находится под её полным контролем. «Сто дней реформ», предпринятых императором, Цыси поддержала слабо, однако явно не противилась этому. Тем не менее отношения между консерваторами и реформаторами всё больше обострялись. 14 сентября 1898 г. Юань Шикай прибыл в Пекин и был принят императором, который доверился ему и раскрыл планы реформаторов арестовать Цыси в её Летнем Дворце и казнить наиболее приближённых к ней людей, в число которых входил и Жунлу. Юань Шикай обещал быть верным императору, но раскрыл план заговора. Цыси немедленно отправилась во дворец и потребовала, чтобы Гуансюй отрёкся от престола. Она также забрала у него императорские печати. Кан Ювэй успел под покровительством японского консула бежать в Шанхай. 21 сентября 1898 г. Гуансюй был направлен на остров Иньтай в пределах Запретного Города, где оставался под домашним арестом. Цыси больше никогда не упускала его из виду. Евнухи, прислуживающие императору, заменялись каждый день, из опасения, что кто-либо из них начнёт питать симпатии к узнику. Она запретила любимой наложнице императора Чжэнь Фэй посещать его остров. Сама Цыси требовала, чтобы император совершал перед ней челобитные. Гуансюй выходил редко, только во время традиционных молитв.

## Ихэтуаньское восстание
Вдовствующая императрица неоднозначно относилась к событиям восстания. Ихэтуани восставали против разрушения старого китайского патриархального быта и имели чёткую антизападную направленность; тем не менее они также выступали против маньчжурской династии, завоевавшей Китай. Формально Цыси поддерживала то одну, то другую сторону, в зависимости от разворачивавшихся событий. Для правительницы главным делом было защита интересов маньчжурской династии при дворе. В начале восстания, 28 мая 1900 г., Цыси выпустила указ о поддержке восстания. За убитых иностранцев были назначены награды. С 20 июня по 14 августа продолжалась Осада Посольского квартала в Пекине, где находились 900 иностранцев и около 3000 китайцев-христиан. 21 июня 1900 г. Цыси уже открыто объявила войну иностранным государствам. Была издана «Декларация о войне».
Ихэтуани представляли для маньчжурской верхушки не меньше опасности, чем иностранные войска. Цыси опасалась, что китайцы после разгрома иностранцев возьмутся за уничтожение маньчжуров, тем более что активно шло «братание» между правительственными войсками и восставшими китайцами. Она решила выжидать в надежде, что обе стороны, враждуя между собой, ослабят друг друга.
В результате на помощь Цыси пришло войско от 8 иностранных государств для подавления бунта.
В ночь на 13 августа коалиционные войска подошли к Пекину. Цыси, хотя накануне говорила, что скорей умрёт, нежели покинет столицу, спешно начала собираться. Император Гуансюй мог представлять опасность для императрицы в случае, если он попадёт в руки иностранцев. Было решено взять его с собой. Цыси решила направиться на запад, в город Тайюань, откуда при необходимости можно было попасть в Сиань, куда доступ для захватчиков был осложнён природными условиями. Цыси распорядилась выехать в закрытых паланкинах, переодевшись в простую одежду. Она остригла ногти, волосы были связаны в пучок.
Во время сборов любимая наложница Гуансюя умоляла оставить его в Пекине. По приказу Цыси наложницу Чжэнь Фэй сбросили в колодец недалеко от дворца Спокойствия и Долголетия.
10 сентября 1900 г. кортеж императрицы добрался до г. Тайюань, затем продолжил путь до г. Сиань. В переговорах о прекращении огня от лица императрицы в Пекине выступал Ли Хунчжан. Цыси теперь открыто призывала беспощадно подавить восстание ихэтуаней. 7 сентября с Альянсом восьми держав 1901 г. был подписан Заключительный протокол. Императрица начала долгий путь назад. В г. Вэйфан она отметила своё 66-летие.

## Характер
Вдовствующая Императрица Цыси вызывала и вызывает много диспутов по поводу её мотивов и стиля правления, и вплоть до недавнего времени распространённым было её представление в качестве безжалостного и жестокого диктатора, узурпатора трона, отравительницы и тирана. Эта точка зрения является популярной как у историков из коммунистического Китая, так и у историков Тайваня гоминьдановской направленности, которые возлагают именно на неё ответственность за крушение династии Цин.
По словам профессора РГГУ Наталии Ивановны Басовской, Цы Си «была жестока, беспощадна к любому, кто мог угрожать её власти», а также была символом «бесконечного властолюбия и аномальной, даже для среднего человеческого существа жестокости». По словам современников, Императрица, будучи при смерти, сказала, что за весь долгий период правления не принесла стране никакой пользы.
Некоторые современные исследователи придерживаются иной точки зрения насчёт правления Вдовствующей Императрицы Цыси, не делая её козлом отпущения за все проблемы империи, которые ей были просто неподвластны, и не представляют её более жестокой, чем другие правители её периода.
По сравнению с её предшественниками или преемниками правление Цыси выглядит кротким. За четыре десятилетия абсолютной власти число её политических жертв не превысило несколько десятков человек, причем многие замышляли убийство вдовствующей императрицы. По своей природе она была человеком совестливым и совсем не жестоким.
Так, современница Вдовствующей Императрицы Цыси, художница Катарина Карл, прожившая в Китае 10 месяцев и имевшая возможность непосредственно общаться с Императрицей во время написания её портрета, написала книгу With the Empress Dowager. В предисловии указано, что причиной написания книги об опыте общения с Императрицей было то, что по прибытии в Америку она читала в газетах и слышала утверждения, которых она никогда не делала, но которые однако приписывали ей.
В своей книге Катарина описывает Вдовствующую Императрицу Цыси как женщину, достаточно благожелательную и внимательную к другим для своего положения. Вдовствующая Императрица Цыси, по описанию Катарины, обладала не только проницательным умом, но также замечательным внешним видом, высоким обаянием и грациозностью, которые создавали образ «необычайно привлекательной личности». Катарина написала о любви Императрицы к собакам и цветам, лодочным прогулкам, а также о пристрастии Императрицы к традиционной китайской опере, кальяну и европейским сигаретам. Также Катарина упомянула о чрезвычайной преданности Императрицы, описывая случай с няней Вдовствующей Императрицы Цыси, которая следила за состоянием Императрицы во время долгой болезни и спасла её жизнь, отдавая своё грудное молоко:

Китаянка ухаживала за Её Величеством 25 лет назад во время затяжной болезни и спасла её жизнь, отдавая ей своё грудное молоко. Её Величество, никогда не забывающая помощи, оставила эту женщину жить во дворце навсегда. Так как она была китаянкой, у неё всегда были перебинтованы ноги. Её Величество не могла смотреть на них и даже повелела развязать её ноги и заботливо лечить их до тех пор, пока она не смогла ходить без неприятных ощущений. Её Величество дала образование её сыну, который недополучал грудного молока во времена её болезни. Этот молодой человек уже стал секретарём при хорошем ямэне (государственном ведомстве)
Оригинальный текст (англ.) Chinese woman who nursed Her Majesty through a long illness, about twenty-five years since, and saved her life by giving her mother's milk to drink. Her Majesty, who never forgets a favor, has always kept this woman in the Palace. Being a Chinese, she had bound feet. Her Majesty, who cannot bear to see them even, had her feet unbound and carefully treated, until now she can walk comfortably. Her Majesty has educated the son, who was an infant at the time of her illness, and whose natural nourishment she partook of. This young man is already a Secretary in a good yamen (government office).

### Владение языками
Цыси с детства была довольно любознательна и стремилась к новым познаниям, особенно если те сулили ей выгоду. К примеру, в отличие от многих других высокопоставленных маньчжурских женщин в императорском доме начала первой половины XIX века, которые подчёркнуто надменно относились к неродному для них китайскому языку и письменности, Цыси научилась хорошо читать и писать по-китайски, ведь именно китайским, а не маньчжурским пользовалась в повседневной жизни основная масса населения и чиновников среднего и низшего звена. Цыси предчувствовала, что дни маньчжурского как языка элиты цинского Китая были уже сочтены и сопротивляться китаизации было бесполезно. Хорошее владение китайским вскоре дало Цыси многочисленные возможности ежедневно помогать больному императору в управлении Китайским государством без особых проволочек с переводами и непониманием сути дел. В различных случаях император Сяньфэн приказывал Цыси читать дворцовые мемориалы для него и оставлять инструкции на мемориалах в соответствии с его волей. В результате Цыси очень быстро стала хорошо осведомлена о государственных делах и искусстве управления.

## Внешняя и внутренняя политика
Результатами полувекового правления Цыси, наполненного нескончаемой кровопролитной борьбой за власть, были несколько подавленных восстаний, несколько проигранных войн, ослабление авторитета власти и отсталость страны в технике и экономике. Именно такое мнение сложилось в результате деятельности политических противников Цыси. Наследие вдовствующей императрицы отличается многообразием и грандиозностью свершений. Самое главное заключается в том, что она вывела Китай из Средневековья и превратила его в страну современной эпохи. Под её руководством страна начала приобретать практически все атрибуты современного государства: железные дороги, электричество, телеграф, телефон, европейскую медицину, современную армию и флот, современные методы внешней торговли и дипломатии. Была реформирована образовательная система, предоставлена свобода китайской прессе. Именно Цыси отменила мучительные телесные наказания, запретила бинтовать девочкам стопы, предоставила женщинам право получать образование и работать. Последним её предприятием перед самой кончиной стало внедрение всеобщего избирательного права. С точки зрения прогрессивных достижений, политической прямоты и личной храбрости вдовствующая императрица Цыси показала пример, до которого мало кто в мире дорос.
Отстранённый Цыси от власти император Цзайтянь (правил под девизом «Гуансюй») скончался за день до неё (возможно, отравленный по её приказу); его преемником стал 2-летний Пу И. Китайская монархия ненадолго пережила императрицу; в 1911 династия Цин была низложена после Синьхайской революции.

## В популярной культуре

#### Кинематограф
- Цыси на сайте IMDb.
- В фильме «55 дней в Пекине» (1963) в роль Цыси сыграла Флора Робсон.
- В фильмах Ли Ханьсяна «Вдовствующая императрица» (Гонконг, 1975) и «Последняя буря» (Гонконг, 1976), а также в «Последнем императоре» Бертолуччи (1987) роль Цыси исполняла Лиза Лу Янь.
- Другой знаменитой исполнительницей ролей Цыси в кино является Лю Сяоцин[англ.]. Актриса воплотила этот образ в фильмах Ли Ханьсяна «Сожжение Садов Совершенной ясности»[кит.] (1983), «Царство за портьерой» (1983) и «Вдовствующая императрица» (《西太后》/《一代妖后》/«The Empress Dowager», 1989), а также в фильме Тянь Чжуанчжуана «Великий старший дворцовый евнух Ли Ляньин»[англ.] («Последний евнух», КНР, 1991).

#### Анимация
- Главный отрицательный персонаж французско-японского анимационного мультсериала «Близнецы судьбы» (1991).
- В американском анимационном телесериале «Легенда о Корре» (2012—2014) выступает прототипом Царицы Царства земли.
- В 6-й серии аниме «Мужская школа, в атаку!»[англ.] упоминаются жестокие игры императрицы.

#### Беллетристика
- Роман Перл Бак «Женщина-император»[англ.] (1956) — русск. перевод: «Императрица», М.: Крон-Пресс, Корона, 1994. ISBN 5-8317-0103-4).
- Роман Анчи Мин[англ.] «Императрица Орхидея»[англ.] (2004) — пер. с англ. М. Л. Карасёва, М.: Гелеос, 2007, 512 c., ISBN 978-5-8189-0834-2)
- Книга Вадима Чекунова «Тираны 2. Императрица» (М.: АСТ, 2015, 272 с., ISBN 978-5-906338-11-2)
- Фигурирует в серии детективов Бориса Бабкина («Ожерелье смерти», 1995, и др).